# 무사시노우동

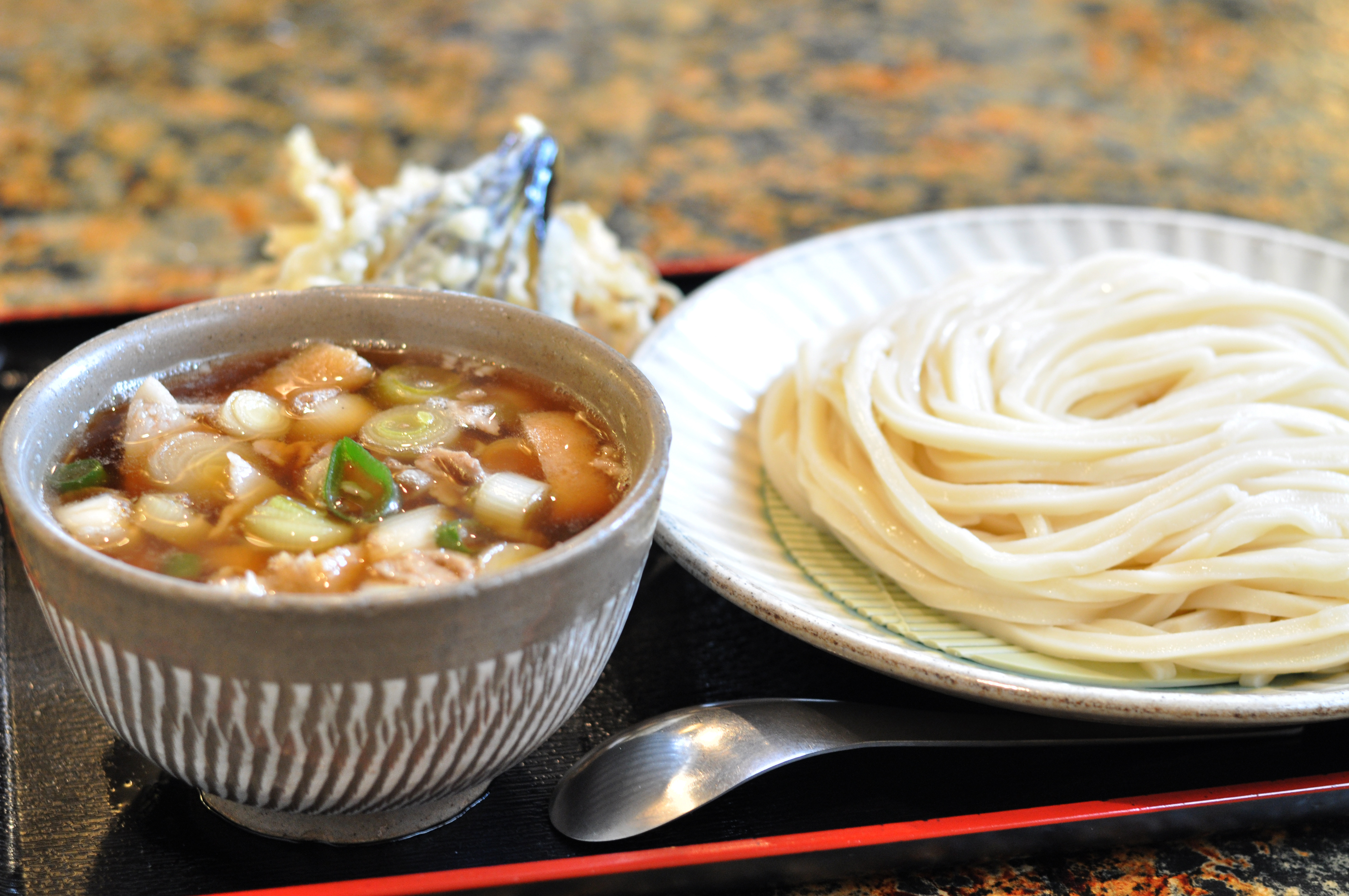

무사시노우동(일본어: 武蔵野うどん)은 일본 사이타마현 서부에서 도쿄도 다마 지역에 전해지는 독특한 제법으로 만들어진 우동이다. 이 지역에서는 "수타우동"이라고 칭한다.